# 市村高男
市村 高男（いちむら たかお、1951年 - ）は、日本の歴史学者。高知大学名誉教授。専門領域は日本中世史。博士（史学）。
1951年（昭和26年）、茨城県に生まれる。1979年（昭和54年）3月、東京都立大学大学院人文科学研究科修士課程修了。1983年（昭和58年）、東京都立大学大学院人文科学研究科博士課程単位取得退学。2001年（平成13年）、高知大学教育学部教授。2015年、大阪産業大学人間環境学部特任教授。2017年、同大学国際学部特任教授。2019年、高知大学名誉教授。

## 著書

### 単著
- 『戦国期東国の都市と権力』思文閣出版<思文閣史学叢書>、1994年11月。ISBN 4784208550
- 『東国の戦国合戦』吉川弘文館<戦争の日本史10>、2009年12月。ISBN 9784642063203
- 『足利成氏の生涯　鎌倉府から古河府へ』吉川弘文館、2022年1月。ISBN 4642084193

### 共著
- 「戦国末〜豊臣期における検地と知行制－常陸国佐竹氏を事例として－」本多隆成編『戦国・織豊期の権力と社会』吉川弘文館、1999年9月。ISBN 464202784X
- 市村・荻慎一郎・田村安興・森公章・下村公彦『高知県の歴史』山川出版社<県史39>、2001年2月。ISBN 4-634-32390-7
- 「中世出羽の海運と城館」伊藤清郎・山口博之編『中世出羽の領主と城館』高志書院<奥羽史研究叢書>、2002年2月。ISBN 4906641490
- 「中世七戸から見た糠部と南部氏」七戸町教育委員会編『中世糠部の世界と南部氏』高志書院、2003年3月。ISBN 4906641679
- 「鎌倉府奉公衆の系譜－伊賀守流小田氏を中心に－」峰岸純夫編『日本中世史の再発見』吉川弘文館、2003年5月。ISBN 4642028234
- 「戦国期白河結城氏代替わり考」矢田俊文編『戦国期の権力と文書』高志書院、2004年2月。ISBN 4906641806
- 「当主の居城と前当主（または継嗣）の居城－下野小山氏と下総結城氏を事例として－」千葉城郭研究会編『城郭と中世の東国』高志書院、2005年11月。ISBN 4862150063
- 「関東における非北条氏系領主の印章」有光友学編『戦国期印章・印判状の研究』岩田書院、2006年3月。ISBN 4872944240
- 「日本中世の港町－その景観と航海圏－」歴史学研究会・深沢克己編『港町の世界史2 港町のトポグラフィ』青木書店<港町の世界史シリーズ>、2006年1月。ISBN 4250206009
- 「鎌倉期成立の『結城系図』二本に関する基礎的考察－系図研究の視点と方法の探求－」峰岸純夫・入間田宣夫・白根靖大編『中世武家系図の史料論 上巻』高志書院、2007年10月。ISBN 4862150292
- 「内海論から見た中世の東国」『中世東国の内海世界-霞ヶ浦・筑波山・利根川』高志書院、2007年12月。ISBN 4862150330
- 「白河結城文書の形成と分散過程」村井章介編『中世東国武家文書の研究』高志書院、2008年5月。ISBN 4862150403
- 「中世港町仁尾の実像と瀬戸内海海運」『港町の原像（上）中世讃岐の港町と瀬戸内世界』岩田書院、2009年12月。ISBN 487294593X

### 編著
- 市村・橋本久和共編『中世西日本の流通と交通』高志書院、2004年4月。ISBN 4906641814
- 市村編『港町の原像（上）中世讃岐の港町と瀬戸内世界』岩田書院、2009年12月。ISBN 487294593X

### 監修
- 茨城県立歴史館編集『中世東国の内海世界-霞ヶ浦・筑波山・利根川』高志書院、2007年12月。ISBN 4862150330

## 主要論文
- 「戦国期東国における在地領主の結合形態－「洞」の検討を通して－」(『歴史学研究』499号、1981年12月)
- 「豊臣政権と房総－里見分国上総没収をめぐって－」(『千葉県史研究』2号、1994年3月)
- 「真崎氏と真崎文書」(『遡源東海』6号、2000年3月)
- 「土佐国長岡郡豊永郷と豊楽寺」(『四国中世史研究』6号、2001年8月)
- 「11世紀〜15世紀の万之瀬川河口の性格と持躰松遺跡－津湊泊・海運の視点を中心とした考察－」(『古代文化』55-1号、2003年2月)
- 「中世山田氏についての基礎的考察」(『土佐山田史談』26号、2001年8月)
- 「越相同盟と下野国西方氏」(『高知大学教育学部研究報告』63号、2003年3月)
- 「中世港湾都市那珂湊と権力の動向」(『茨城県史研究』87号、2003年3月)
- 「戦国大名研究と列島戦国史」(『武田氏研究』30号、2004年5月)
- 「宇都宮氏と伊予・豊前両国」(『西南四国歴史文化論叢』5号、2004年3月)
- 「中世四国における西遷武士団のその後(上)－土佐久礼城主佐竹氏を中心にして－」(『西南四国歴史文化研究論叢』6号、2005年3月)
- 「中世四国における西遷武士団のその後(下)－土佐久礼城主佐竹氏を中心にして－」(『西南四国歴史文化研究論叢』7号、2006年3月)
- 「戦国期の地域権力と『国家』『日本国』」(『日本史研究』519号、2005年11月)
- 「戦国期城下町研究の視点と方法－相模国小田原を事例としたその実践的考察－」(『国立歴史民俗博物館研究報告』127集、2006年3月)
- 「中世日本の中の蹉た山金剛福寺－土佐一条氏との関係を中心に－」(『西南四国歴史文化論叢』8号、2007年3月)
- 「伊勢国中世都市研究の成果と課題－中世都市研究会三重大会に寄せて－」(『中世都市研究13 都市をつなぐ』新人物往来社、2007年7月)
- 「中世讃岐の港町と瀬戸内海海運－近世都市高松を生み出した条件－」(香川県歴史博物館展示図録『海に開かれた都市』所収、2007年10月)
- 「戦国都市中村の実像と土佐一条氏」(『西南四国歴史文化論叢』10号、2009年5月)
- 「中世前期土佐国の地域構造と権力配置－源希義とその周辺の考察から－」(『土佐史談』242号、2009年12月)